# Bruine diksnavelmees
De bruine diksnavelmees (Paradoxornis unicolor synoniem: Cholornis unicolor) is een zangvogel uit de familie Paradoxornithidae (diksnavelmezen).

## Verspreiding en leefgebied
Deze soort komt voor van de Himalaya tot zuidelijk China.

## Status
De grootte van de populatie is niet gekwantificeerd maar de soort wordt omschreven als vrij schaars tot plaatselijk vrij algemeen in China. Op de Rode lijst van de IUCN heeft deze soort de status niet bedreigd.